# Ela (песня Андромахи)
«Ela» (с англ. — «Давай!») — песня греческой певицы Андромахи, с которой представляла Кипр на конкурсе песни «Евровидение-2022».

## Предыстория
«Ela» была написана греческими, косовско-албанскими, голландскими, шведскими и испанскими авторами песен, а именно Алексом П., Арашем, Эйларом Мирзазаде, Фатджоном Мифтараджем, Филлоретой Рачи, Джеральдо Санделлом, Гиоргосом Пападопулосом, Робертом Ульманом, Виктором Свенссоном и Иллом Лимани. «Ela» была описанакак «этно-поп» песня с «современной европейской» постановкой, включающей балканскую инструментовку, в которую входят греческий бузуки и албанский фьелл брези.

## Конкурс песни «Евровидение»
В сентябре 2021 года генеральный директор Panik Records Джордж Арсенакос заявил, что лейбл подписал соглашение с CyBC о создании национального финала, чтобы отобрать кипрского участника на 2023 год. В январе 2022 года было объявлено, что соглашение между двумя сторонами уже действует для отбора 2022 года и постановкой выбранного номера займутся Марвин Дитманн и Дэн Шиптон, оба уже имели опыт участия в «Евровидении».
По слухам, Андромахи Димитропулу, бывшая участница конкурса «Голос Греции», была выбрана представителем Кипра. Кипрская радиопрограмма Good Morning Show сообщила, что имя их национального представителя заканчивается на -machi, и в дополнение к этому Димитропулу подписал контракт с Panik Records. Димитропулу был официально объявлен участником из Кипра с песней «Ela» 9 марта 2022 года во время программы RIK 1 Ola ston Aera. По результатам конкурса, Кипр не прошёл в финал, заняв во втором полуфинале 12 место, что стало худшим результатом Кипра на конкурсе с 2015 года, а также песня прервала серию выходов Кипра в финал с 2015 года, кроме того, песня впервые не прошла в финал с 2013 года.

## Позиции в чартах
| Чарт (2022)       | Высшая позиция |
| ----------------- | -------------- |
| Lithuania (AGATA) | 76             |